# Місце смерті (Сімак)
«Місце смерті» (англ. Death Scene) — науково-фантастичне оповідання Кліффорда Сімака, вперше опубліковане журналом «Infinity Science Fiction» у жовтні 1957 року.

## Сюжет
Щоб припинити виснажливу війну уряд США вдався до крайнього засобу. Він увімкнув опромінення, яке надало всім людям можливість бачити майбутнє на добу наперед.
Це зупинило війни назавжди, але і зробило безглуздим багато занять: спорт, азартні ігри, більшість злочинності.
В оповіданні йдеться про останню добу людини, з моменту як вона дізнається про час смерті.
Про створення нового ритуалу прощання з рідними та знайомими, які теж дізнаються про цей факт самостійно.